# Guerra asimètrica
La guerra asimètrica és aquella guerra que es dona entre bel·ligerants el poder militar relatiu dels quals difereix significativament, o l'estratègia o tàctiques dels quals difereixen significativament.

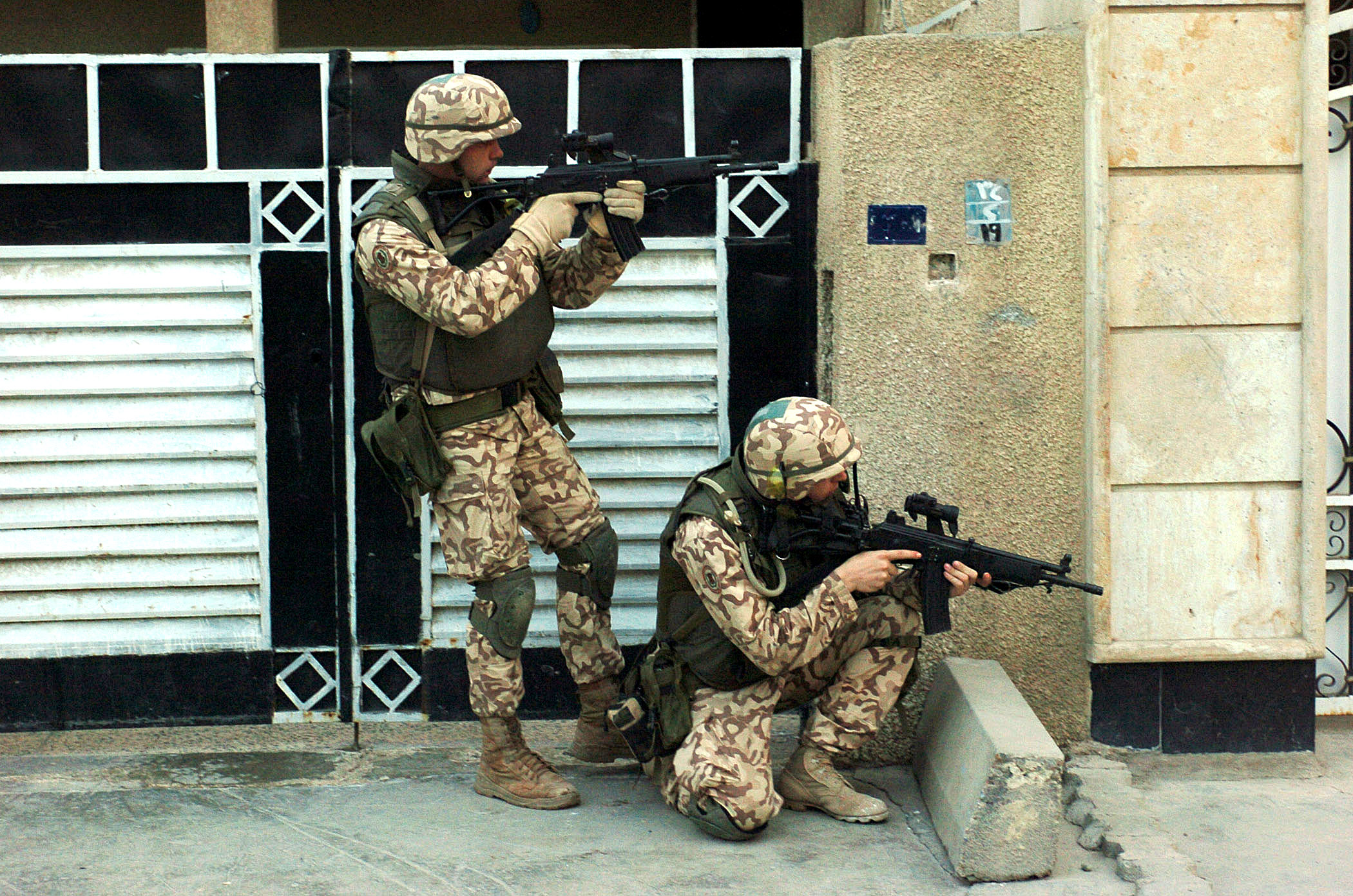
Soldats estonians de la coalició internacional a l'Iraq duent a terme una patrulla als carrers de Bagdad (febrer del 2005)

La guerra asimètrica pot descriure un conflicte en què els recursos de dos bel·ligerants difereixen en essència i en el combat, interaccionen i tracten d'explotar les debilitats característiques dels altres. Aquests combats impliquen sovint estratègies i tàctiques de guerra no convencional, en les que els combatents més febles intenten utilitzar l'estratègia per compensar les seves mancances en quantitat o qualitat.Aquestes estratègies poden no necessàriament ser militaritzades. Aquesta definició contrasta amb la guerra simètrica, en el qual dos contendents tenen poder i els recursos militars similars i es basen en tàctiques que són similars en general, que difereixen només en detalls i l'execució.
El terme també s'utilitza sovint per descriure el que també s'anomena "guerra de guerrilles", "insurgència", "terrorisme", "contrainsurgència", i "contraterrorisme", el conflicte essencialment violent entre un militar formal i un informal, un oponent, menys equipat i recolzat, amb menys recursos humans però resistent.

## Concepte
El concepte de guerra asimètrica fou analitzat en detall per Sunzi al segle v aC en la seva cèlebre obra L'Art de la Guerra
A continuació, el concepte es va estendre mitjançant Wesley Clark, el general estatunidenc durant l'operació de l'OTAN a Kosovo, en un article sobre la Intifada, escrit per a Time Magazine.
En general, la guerra asimètrica és una guerra dels febles contra els forts, amb un objectiu col·lateral feble i sense defenses, com el fill al pare o la població i l'administració civil envers una autoritat contestada amb els seves forces policials i militars. El que la diferencia d'una guerra dissimètrica, del fort al feble, amb objectius militars en les operacions militars.
La guerra asimètrica es representa millor pel binomi terrorisme i propaganda.
Els objectius en el punt de mira poden ser les institucions governamentals i llurs representants els que estiguin en el punt de mira (com la Resistència a França durant l'ocupació alemanya), o en alguns casos, la població civil per al país que es troba en la posició de superioritat militar (com ara palestins a Israel).
La guerra asimètrica no necessàriament es troba delimitada al territori d'un Estat, sinó que pot incloure a tot el món, allà on estigui representat el país objectiu de l'atac.
Per a un desenvolupament d'una visió europea del tema, vegeu especialment el llibre La guerre asymétrique ou la défaite du vainqueur. El fenomen dels conflictes asimètrics estaria menys lligat a la distinció de les guerres entre Estats i altres poders que pel recurs a l'ús de mitjans de comunicació d'un dels actors del conflicte.